# Mary Okwakol
Mary Jossy Nakhanda Okwakol (sinh năm 1951) là một nữ giáo sư đại học, quản trị giáo dục, nhà động vật học và lãnh đạo cộng đồng người Uganda. Bà là Phó Hiệu trưởng hiện tại của Đại học Busitema, một trong chín trường đại học công lập ở Uganda. Bà đã phục vụ ở vị trí đó kể từ tháng 10 năm 2006.

## Bối cảnh và giáo dục
Bà sinh ra tại làng Namunyumya, huyện Iganga, miền Đông Uganda, vào khoảng năm 1951. Bà học trường tiểu học hỗn hợp Namunyumya, cho việc học tiểu học của cô. Mary Okwakol theo học trường Mount Saint Mary's College Namagunga để học trung học.
Bà có bằng Cử nhân Khoa học (BSc) về Động vật học, lấy bằng năm 1974, từ Đại học Makerere, trường đại học lâu đời nhất ở Đông Phi. Bà cũng có bằng Thạc sĩ Khoa học (MSc), trong Động vật học, thu được năm 1976, cũng từ Đại học Makerere. Bằng tiến sĩ Triết học (PhD) trong Động vật học cũng được lấy từ Đại học Makerere, vào năm 1992.

## Nghề nghiệp
Sau khi tốt nghiệp Makerere năm 1974, Mary Okwakol được mời trở lại Khoa Khoa học với tư cách là Trợ lý Giảng viên. Bà ngay lập tức bắt tay vào học thạc sĩ và tốt nghiệp năm 1976. Bà được bổ nhiệm làm Giảng viên. Năm 1988, bà trở thành giảng viên cao cấp. Bà theo học chương trình Tiến sĩ tại Đại học Oxford ở Anh, nhưng không thể tiếp tục do trách nhiệm gia đình ở Uganda. Bà chuyển sang Đại học Makerere và tốt nghiệp vào năm 1992. Bà đã được trao tặng toàn bộ chức giáo sư của Makerere. Khi thành lập trường Đại học Gulu năm 2004, bà được bổ nhiệm làm Phó hiệu trưởng, phục vụ trong cương vị này cho đến khi được bổ nhiệm làm Phó hiệu trưởng trường Đại học Busitema năm 2006.